# Osvald Sirén
Osvald Sirén (* 6. April 1879 in Helsingfors; † 12. Juni 1966 in Lidingö) war ein international tätiger, schwedischer Kunsthistoriker und Hochschullehrer finnischer Herkunft. Er lehrte an der Universität Stockholm und leitete eine Abteilung des Nationalmuseums in Stockholm. Seine Forschungsschwerpunkte waren italienische Malerei und ostasiatische Kunst, insbesondere die Zeit der Ming- und Qing-Dynastie in China.

## Herkunft und Ausbildung
Sirén war der Sohn von Bruno Sirén, einem Assessor, und Sigrid Leopold. Er studierte ab 1897 Kunstgeschichte an der Kaiser-Alexander-Universität in Helsinki bei Johan Jakob Tikkanen (1857–1930). In seiner Doktorarbeit 1900 behandelte er das Leben und Werk des schwedischen Malers Pehr Hilleström dem Älteren.

## Leben als Wissenschaftler
In den Folgejahren beschäftigte sich Sirén mit der italienischen Malerei der Renaissance sowie den frühen italienischen Meistern des 13. und 14. Jahrhunderts. Er traf dabei auf Bernard Berenson, dessen Anregungen ihm die eigene Forschungsmethodik weiterzuentwickeln halfen.
1908 wurde Sirén der erste Professor für Kunstgeschichte an der Universität Stockholm. In den 1910er Jahren lernte er in Boston über Denman W. Ross die chinesische Kunst kennen. Er lehrte sowohl an der Harvard als auch an der Yale-Universität (1916–1917). In den Jahren 1917 und 1918 unternahm er seine erste Reise nach Japan, 1922 und 1923 hielt er sich längere Zeit in China auf, wo er begann, die Kunst des Landes systematisch zu erfassen, zu fotografieren und zu sammeln. 1924 und 1925 war er Konservator am Musée Guimet in Paris. Ab 1926 leitete er die Abteilung Malerei und Skulptur im Stockholmer Nationalmuseum; dieses Amt bekleidete er bis zu seiner Pensionierung 1944.

## Heirat
Sirén heiratete zweimal: 1903 die Zahnärztin Maria Myhrman (1876–1925), Tochter eines Büroleiters, und 1925 die Lektorin Rose Félice Charlotte Thérèse Carbonel (1893–1976), Tochter eines Leutnants. Er war Generalsekretär der skandinavischen theosophischen Gesellschaft von 1938 bis 1948, interessierte sich für Zen-Buddhismus und Astrologie. Sirén starb 1966. Seine private Sammlung wird im Östasiatiska Museet in Stockholm bewahrt.

## Schriften (Auswahl)
Siréns wissenschaftliche Veröffentlichungen in Zeitschriften umfassen über vierhundert Aufsätze und Beiträge. Er verfasste zahlreiche Bücher in seiner Muttersprache Schwedisch und weiteren Sprachen:
- Giottino und seine Stellung in der gleichzeitigen florentinischen Malerei (Leipzig 1908)
- Leonardo da Vinci. Hans lefnadsöden, bildverk ... (Stockholm 1911; englisch 1916)
- Den gyllene paviljongen. Minnen och studier från Japan (Stockholm 1919)
- Essentials in art (London 1920)
- The walls and gardens of Peking (London 1924)
- Les palais impériaux de Pékin (Paris, Brüssel 1926; englisch 1926)
- Studien zur chinesischen Plastik der Post-Tangzeit (Berlin 1927)
- A history of early Chinese painting (London 1938)
- Kinas trädgårdar och vad de betytt för 1700-talets Europa, 2 Teile (Stockholm 1948–1950; englisch 1949–1950)
- Chinese painting. Leading masters and principles (London, New York 1956–1958)

Darüber hinaus schrieb Sirén auch zwei Bücher mit Gedichten:
- Accord (1902)
- Stilla stunden med naturen (1913)